# The King: Yeong-won-ui gunju
The King: Yeong-won-ui gunju (kor. 더 킹: 영원의 군주) – południowokoreański serial telewizyjny, w którym główne role odgrywają Lee Min-ho, Kim Go-eun oraz Woo Do-hwan. Serial jest emitowany od 17 kwietnia 2020 roku na kanale SBS.

## Fabuła
W roku 1994 w Królestwie Corei dochodzi do królobójstwa – przyrodni brat króla, Lee Lim (Lee Jung-jin), chcąc wejść w posiadanie fletu o nieziemskich właściwościach z pomocą popleczników zabija swojego brata i rani bratanka Lee Gona (Lee Min-ho), następcę tronu. Udaje mu się jednak zdobyć tylko połowę fletu, ponieważ z pomocą Lee Gonowi przybywa zamaskowany osobnik. Osoba ta upuszcza na miejscu zdarzenia identyfikator detektyw o imieniu Jung Tae-eul (Kim Go-eun), wydany w 2019 roku.
25 lat później Lee Gon (Lee Min-ho), współczesny cesarz Królestwa Corei, przekracza portal prowadzący do alternatywnej rzeczywistości, w której zamiast królestwa istnieje KRLD i Republika Korei, gdzie spotyka detektyw Jung Tae-eul (Kim Go-eun). W tym czasie Lee Lim, ukrywający się na terenie Korei Południowej, wciela w życie swój plan, chcąc odzyskać drugą połowę fletu.

## Obsada
- Lee Min-ho[2] jako Lee Gon
  - Jeong Hyun-jun jako młody Lee Gon (Królestwo Corei) i młody Lee Ji-hun (Republika Korei)
- Kim Go-eun[3] jako Jung Tae-eul / Luna
- Woo Do-hwan[4] jako Jo Eun-seob / Jo Yeong
  - Jung Si-yul jako młody Jo Yeong
- Kim Kyung-nam[5] jako Kang Shin-jae
  - Moon Woo-jin jako młody Kang Shin-jae
- Jung Eun-chae[6] jako Goo Seo-ryung / Goo Eun-a
- Lee Jung-jin[7] jako Lee Lim

## Produkcja
Scenariusz serii napisała Kim Eun-sook. Jest to także jej drugi wspólny projekt z aktorką Kim Go-eun, z którą pracowała wcześniej przy serialu Goblin, a także z aktorem Lee Min-ho z którym współpracowała wcześniej przy serialu Spadkobiercy – Ten, kto chce nosić koronę, musi udźwignąć jej ciężar. Jest to także drugi projekt przy którym współpracują ze sobą Lee Min-ho oraz aktorka Kim Young-ok; wcześniej współpracowali ze sobą na planie serialu Kkotboda namja.
Pierwsze czytanie scenariusza odbyło się 17 września 2019.
Zdjęcia do serialu zakończyły się 28 maja 2020 roku, po siedmiu miesiącach od rozpoczęcia.